# Paul Bernard Henze
Paul Bernard Henze (* 29. August 1924, Redwood Falls, Minnesota; † 19. Mai 2011, Culpeper, Virginia) war ein Schriftsteller, CIA-Agent und US-amerikanischer Rundfunksprecher bei Radio Free Europe. Henze war Station Chief der CIA für Äthiopien und die Türkei während der 1960er und 1970er.

## Leben
Henze graduierte vom St. Olaf College und der Harvard University. Während der Carter-Administration diente er als Stellvertreter des Nationalen Sicherheitsberaters Zbigniew Brzeziński. Von ihm wurde er ermutigte ihn zur Gründung der Nationalities Working Group, deren Leiter Henze wurde. Unter dem Einfluss seines Freundes Alexandre Bennigsen (Александр Адамович Беннигсен) befürwortete diese Gruppe die Förderung des Islamismus als Mittel zur Untergrabung der sowjetischen Hegemonie in Zentralasien.
Henze schrieb The Plot to Kill the Pope („Das Komplott zur Tötung des Papstes“), worin er die Ansicht vertrat, dass die Sowjetunion an einem Attentat auf Johannes Paul II. im Jahr 1981 beteiligt war.

## Tod
Henze starb am 19. Mai 2011 im Alter von 86 Jahren in Culpeper, Virginia, aufgrund von Komplikationen von einem Schlaganfall.

## Werke
Henze hat 156 Werke verfasst, unter anderem:
- Layers of Time: A History of Ethiopia (35 ed., 1999–2004) ISBN 1137117869
- The Plot to Kill the Pope (18 ed., 1983–1985) ISBN 068418060X
- The Horn of Africa: From War to Peace (18 ed., 1991–2016) ISBN 9781349214563